# Faqoa
Le village de Faqoa ou Faqqu'a (arabe : فقوعة) est situé dans le nord-est de la Cisjordanie, 11 km à l'est de la ville de Jénine, à côté de la ligne verte.
Faqqua se trouve juste au-dessous de la crête du Mont Guilboa, surplombant la fertile vallée de Jezreel, connu sous le nom de Marj Ibn Amer en arabe, la ville de Jénine et d'autres villages palestiniens.